# Pseudorhaphitoma brionae
Pseudorhaphitoma brionae é uma espécie de gastrópode do gênero Pseudorhaphitoma, pertencente a família Mangeliidae.